# سايوز 5
سايوز 5 (بالروسية: Союз 5) كانت مهمة في برنامج سايوز باستخدام مركبة سايوز 7 كيه-أو كيه، أطلقها الاتحاد السوفيتي في 15 يناير 1969، والتحمت مع مركبة سايوز 4 في المدار. كانت أول مهمة رسو بين مركبتي فضاء مأهولتين في التاريخ، وأول انتقال للطاقم من مركبة فضاء إلى أخرى، وهي المرة الوحيدة التي يجري فيها الانتقال مع سير في الفضاء. وقعت المهمة قبل شهرين من تنفيذ مهمة أبولو 9 الأمريكية عملية انتقال الطاقم ذاتها.
كان طاقم المهمة مكونًا من بوريس فولينوف وأليكسي يليسيف ويفجيني خرونوف. وقعت حادثة ملحوظة عند إعادة الدخول للأرض. لم تنفصل وحدة الخدمة، فدخلت الغلاف الجوي بمقدمتها، ما جعل فولينوف معلقًا بأحزمة التقييد. عندما أجرت المركبة عملية الكبح الجوي، احترق الغلاف الجوي خلال وحدة الخدمة، ما سمح لوحدة الهبوط الباقية بتصحيح موضعها قبل احتراق فتحة الهروب. عند الهبوط، تشابكت أسلاك المظلات وتعطلت صواريخ الهبوط ما أدى لهبوط حاد تسبب في كسر أسنان فولينوف.

## الطاقم
| المركز      | عضو الطاقم                  |
| ----------- | --------------------------- |
| القائد      | بوريس فولينوف الرحلة الأولى |
| مهندس طيران | أليسكي يليسيف الرحلة الأولى |
| مهندس أبحاث | يفجيني خرونوف الرحلة الأولى |

## مسار المهمة
سارت الاستعدادات لإطلاق مركبة الفضاء سويوز 5 بسلاسة، واعتدل الطقس البارد في منتصف الشتاء في مركز الإطلاق الفضائي قليلًا في 15 يناير، حيث ارتفعت درجات الحرارة إلى −7 درجة مئوية (19 درجة فهرنهايت). أثناء العد التنازلي، اكتُشف تفريغ كهربائي موجب حول قاعدة المعزز، لذلك أوقفت الاستعدادات لاستبدال منظم جهد. كان على أحد الفنيين خلع ملابسه الداخلية في هواء الشتاء البارد ليتمكن من الدخول إلى حجرة الأجهزة وإزالة أربعة مسامير تثبت المنظم في مكانه. قام بتبديلها بوحدة بديلة لكنه لم يتمكن إلا من وضع ثلاثة مسامير في مكانها قبل أن تبدأ يداه في التجمد، لذلك كان على المعزز أن ينطلق دون مسمار أخير على الرغم من مخاطر الأمان المحتملة. انطلق الصاروخ في الساعة 10:04 صباحًا بالتوقيت المحلي وسارت الأمور على ما يرام.
قاد مركبة سايوز 5 بوريس فولينوف، وكان على متنها مهندسا الطيران أليكسي يليسييف ويفجيني خرونوف، الذين سينتقلا إلى سايوز 4 للعودة إلى الغلاف الجوي. تضمنت خطة المهمة أبحاثًا علمية وتقنية وطبية وبيولوجية، واختبار أنظمة المركبات الفضائية وعناصر التصميم، والالتحام بالمركبة الفضائية المأهولة، ونقل رواد الفضاء من مركبة إلى أخرى في المدار.
بقي فولينوف في مركبة سايوز 5، ووقعت في عودته إلى الأرض حادثة ملحوظة. تعذر انفصال وحدة الخدمة في مركبة سايوز بعد تشغيل الصواريخ الكابحة، لكن عند هذه النقطة كان الوقت قد فات على إلغاء الهبوط. حدثت نفس المشكلة في الرحلات السابقة لمركبات فوستوك وفوسخود، لكن هذه المرة كانت المشكلة أكبر مع فولينوف؛ إذ كانت وحدة الخدمة في مركبته أضخم مما كانت في المركبات السابقة.
بينما أجرت المركبة عملية الكبح الجوي في الطبقات العليا من الغلاف الجوي، أخذت المركبة الموضع الأكثر استقرارًا من الناحية الأيروديناميكية - الرأس إلى الأمام، ما جعل وحدة الهبوط الثقيلة تواجه التيار الهوائي مباشرة، هذه الوحدة لم تحوي سوى فتحة معدنية خفيفة لحمايتها. بدأ غطاء الفتحة بالاحتراق، ما ملأ حجرة المركبة بدخان وأبخرة خطرة. تباطؤ سرعة المركبة أثناء إعادة الدخول أدى إلى دفع فولينوف إلى الأمام بدلًا من الخلف في مقابل مقعده الموسد. تكسرت الدعامات بين وحدتي الخدمة والهبوط أو احترقت قبل أن يتهشم غطاء فتحة المركبة بسبب الإجهاد الحراري والميكانيكي المتزايد. اعتدل موضع وحدة الهبوط وانفصلت وحدة الخدمة، وأصبح الدرع الحراري في المقدمة ليمتص حرارة إعادة الدخول.
وقعت مشكلة أخرى لفولينوف إذ تشابكت أسلاك المظلة ما أدى إلى هبوط واصطدام حاد تسبب في كسر أسنانه. هبطت الكبسولة في جبال الأورال على بعد 200 كلم جنوب غرب قوستاناي، بالقرب من أورنبورج في الاتحاد السوفيتي، بعيدًا عن وجهة الهبوط المخطط لها في كازاخستان. كانت درجة الحرارة -38 سيليزيوس. غادر فولينوف كبسولته راصدًا دخانًا متصاعدًا من مدخنة بعيدة، فسار عدة كيلومترات إلى منزل فلاح محلي. وعاد إلى الفضاء مرة أخرى بعد سبع سنوات في مهمة سايوز 21.